# 609–600 př. n. l.
Staletí: 8. století př. n. l. - 7. století př. n. l. - 6. století př. n. l.
Roky: 619 - 610 '609 - 600' 599 598 597 596 595

## Události
- 609 - Babyloňané porazili asyrskou armádu Aššur-uballita II., posledního asyrského krále, a dobyli město Harran.
- 607 - Babylóňané zničili první Jeruzalémský chrám[zdroj?] (jiné datum hovoří o 587)
- 605 - Bitva u Karchemiše - definitivní porážka spojených asyrsko-egyptských vojsk.
- V Babylóně král Nebukadnesar II. staví visuté zahrady Semiramidiny.
- V Itálii byla založena města Capua a Pompeje.
- Féničané založili město Marseille, také první zmínka o Galii.
- Keltové položili základy Milána.
- V prostoru Kavkazu byla vytvořena Arménie.
- Féničané obeplouvají Afriku (podle Hérodota).
- Řekové znovu dobývají ostrov Lémnos.

## Vědy a umění
- Začal se stavět Héřin chrám v Olympii.
- Latina začíná svou protohistorickou fázi.
- Thales Milétský zjišťuje první elektrické jevy

## Narození
- Narodil se Kambýsés I. z rodu Achaimenovců.

## Úmrtí
- 609 - Jóšijáš, judský král.
- 605 - Nabopolassar, babylonský král.

## Hlavy států
- Médie - Kyaxarés II.
- Sparta - Eurykratides a Hippokratidas
- Babylon - Nabopolassar († 605), poté Nabukadnezar II.